# Serena de Roma
Santa Serena (siglo III) es una mártir y virgen cristiana[cita requerida], presuntamente mujer del emperador Diocleciano.[cita requerida]

## Leyenda
El Martirologio de Adonis y más tarde la Iglesia católica hasta el anterior Martyrologium Romano incluye a "Santa Serena, esposa de Diocleciano".
En Proceedings de San Marcelo y Santa Susana Serena dice que la emperatriz intervino para defender a los cristianos de la persecución desatada por su marido. Por esta razón, la tradición dice que Serena se divorció y luego murió como mártir en la persecución realizada por Diocleciano.
Según otras fuentes, la esposa de Diocleciano se llamaba Prisca. Serena sería así la primera esposa de Diocleciano antes de convertirse en emperador.
Según otras fuentes, Santa Serena no murió como un mártir, pero terminó sus días en el exilio en Foglia (Magliano Sabina), hoy un barrio de Magliano Sabina. Es la santa patrona del país y se dedica a la iglesia parroquial. Se conservan en una urna de plata los supuestos restos de su cuerpo. La existencia de Santa Serena se considera cuestionable y se ha caído de los martirologios hoy.